# Municipio de Spring Hill (Dakota del Sur)
El municipio de Spring Hill (en inglés: Spring Hill Township) es un municipio ubicado en el condado de Hand en el estado estadounidense de Dakota del Sur. En el año 2010 tenía una población de 36 habitantes y una densidad poblacional de 0,41 personas por km².

## Geografía
El municipio de Spring Hill se encuentra ubicado en las coordenadas 44°24′47″N 99°16′20″O / 44.41306, -99.27222. Según la Oficina del Censo de los Estados Unidos, el municipio tiene una superficie total de 88.17 km², de la cual 87,71 km² corresponden a tierra firme y (0,52 %) 0,46 km² es agua.

## Demografía
Según el censo de 2010, había 36 personas residiendo en el municipio de Spring Hill. La densidad de población era de 0,41 hab./km². De los 36 habitantes, el municipio de Spring Hill estaba compuesto por el 100 % blancos. Del total de la población el 0 % eran hispanos o latinos de cualquier raza.